# Kouadio-Yves Dabila
Kouadio-Yves Dabila, né le 1er janvier 1997 à Kouassi-Datèkro, est un footballeur ivoirien. Il évolue actuellement au poste de défenseur central.

## Biographie

### En club

#### AS Monaco
Dabila dispute sa première rencontre professionnelle le 26 avril 2017, lors de la demi-finale de la Coupe de France contre le Paris Saint-Germain. Il entre en jeu à la 60e minute, en remplacement d'Andrea Raggi.

#### Lille OSC et prêts en Belgique
Le 1er juillet 2017, il s'engage avec le Lille OSC. Le 13 décembre 2017, à l'occasion des huitièmes de finale de la Coupe de la Ligue, Dabila fait ses débuts sous ses nouvelles couleurs et connaît sa première titularisation, contre l'OGC Nice.
Le 28 janvier 2017, il est également titulaire pour son premier match de Ligue 1 contre le RC Strasbourg, lors de la 23e journée de championnat.
Lors de la saison 2019-2020, il est prêté au Cercle Bruges. Il y joue 21 matchs de championnat. La saison suivante, il est de nouveau prêté en Belgique, cette fois-ci du côté du Royal Excel Mouscron, club partenaire du LOSC.

### En sélection nationale
Le 30 août 2018, il est sélectionné pour la première fois avec la Côte d'Ivoire pour disputer les éliminatoires de la Coupe d'Afrique des nations 2019.

## Statistiques
| Saison                | Club                  | Championnat           | Championnat | Championnat | Coupe nationale | Coupe nationale | Coupe de la Ligue | Coupe de la Ligue | Total | Total |
| Saison                | Club                  | Division              | M.          | B.          | M.              | B.              | M.                | B.                | M.    | B.    |
| 2016-2017             | AS Monaco             | Ligue 1               | -           | -           | 1               | 0               | -                 | -                 | 1     | 0     |
| Sous-total            | Sous-total            | Sous-total            | -           | -           | 1               | 0               | -                 | -                 | 1     | 0     |
| 2017–2018             | LOSC Lille            | Ligue 1               | 12          | 0           | 2               | 0               | 1                 | 0                 | 15    | 0     |
| 2018–2019             | LOSC Lille            | Ligue 1               | 12          | 0           | 3               | 0               | 1                 | 0                 | 16    | 0     |
| 2021–2022             | LOSC Lille            | Ligue 1               | -           | -           | 1               | 0               | -                 | -                 | 1     | 0     |
| Sous-total            | Sous-total            | Sous-total            | 24          | 0           | 6               | 0               | 2                 | 0                 | 32    | 0     |
| 2019-2020             | Cercle Bruges (prêt)  | Jupiler Pro League    | 21          | 1           | -               | -               | -                 | -                 | 21    | 1     |
| 2020-2021             | RE Mouscron (prêt)    | Jupiler Pro League    | 7           | 0           | -               | -               | -                 | -                 | 7     | 0     |
| 2021-2022             | RFC Seraing (prêt)    | Jupiler Pro League    | 12+2        | 0           | -               | -               | -                 | -                 | 14    | 0     |
| Total sur la carrière | Total sur la carrière | Total sur la carrière | 66          | 1           | 7               | 0               | 2                 | 0                 | 75    | 1     |